# Giovanni Morone
Giovanni Girolamo Morone (* 25. Januar 1509 in Mailand; † 1. Dezember 1580 in Rom) war ein katholischer Bischof und Kardinal. Er war päpstlicher Legat in Deutschland und später auf dem Konzil von Trient und schließlich dessen Präsident.

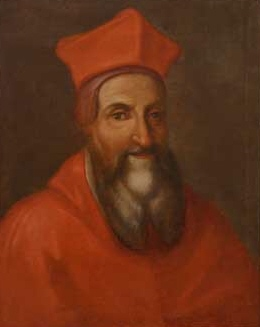
Kardinal Giovanni Morone

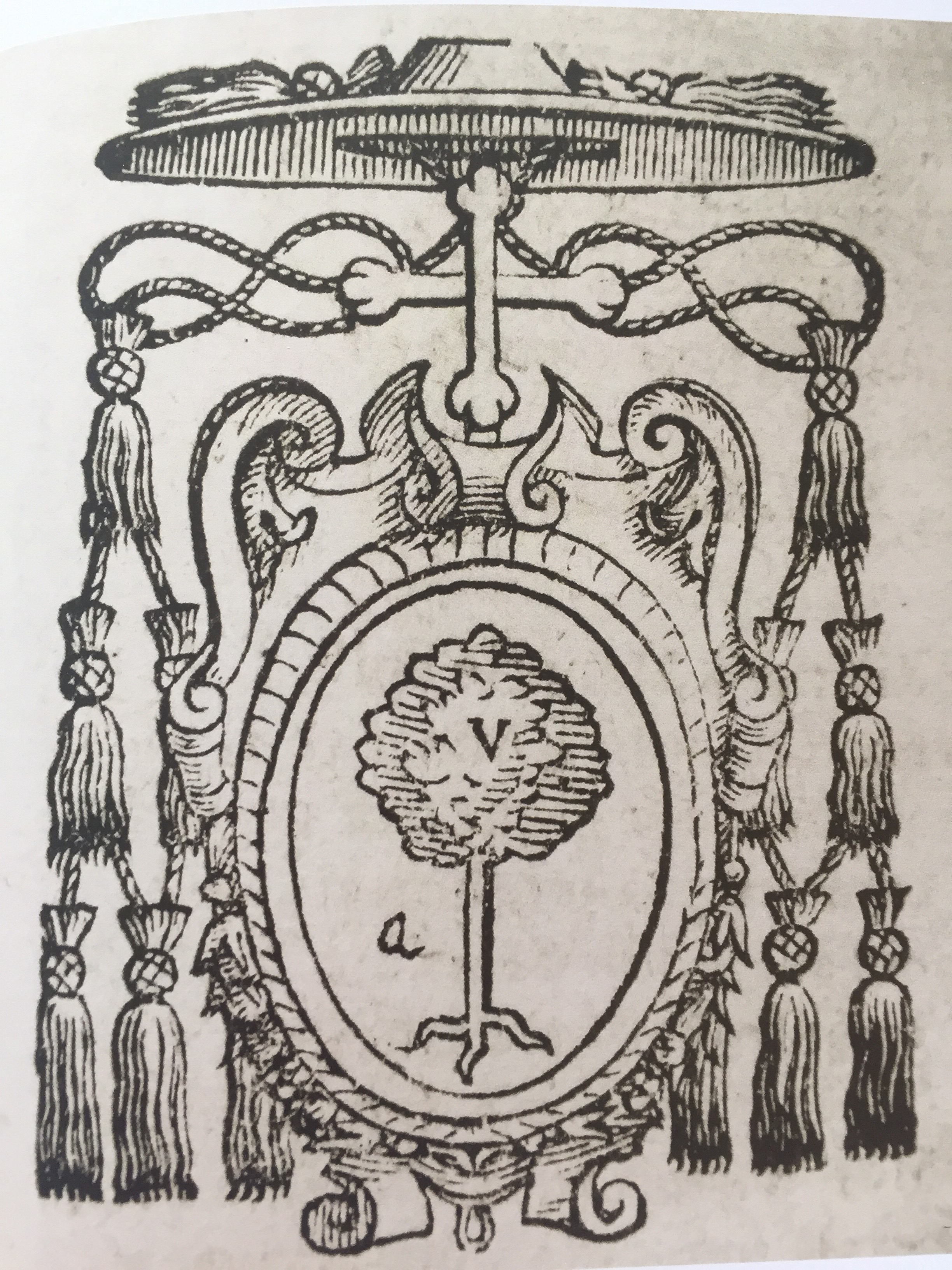
Kardinalswappen Morones

## Leben und Wirken
Morone war das zweitjüngste von zehn Kindern von Girolamo und Amabilia Fisiraga, die bekannte Adlige in Mailand waren. Sein Vater war Senator, Botschafter der Sforza, Graf von Lecco, Kanzleichef in Mailand, Gefangener der Franzosen und starb 1529 in Florenz.
Morone studierte Jura in Padua und durch die Beziehungen seines Vaters kam er an den Hof von Clemens VII., wo er half die hohe Summe aufzutreiben, um seinen Vater aus der Gefangenschaft der Franzosen freizukaufen. Der Papst designierte ihn 1528 zum Bischof von Tortona und 1529 von Modena, wo er zuerst nur kurz während der französischen Besetzung von Mailand war. 1531 war er am römischen Hof, und 1533 wurde er zum Priester geweiht und kam nach Bologna.
Morone wurde 1536 zum Bischof von Modena eingesetzt, aber gleichzeitig vom Papst Paul III. nach Deutschland gesandt, um den Gang der Reformation zu beobachten, und wohnte dem Hagenauer Religionsgespräch 1540, dem Religionsgespräch von Worms und dem Reichstag von Regensburg 1541 sowie dem damit verbundenen Religionsgespräch bei. Am 2. Juni 1542 wurde er von Papst Paul III. zum Kardinalpriester von San Vitale erhoben, bekam 1549 Santo Stefano al Monte Celio und 1553 San Lorenzo in Lucina als Titelkirche. 1548 wurde er Bischof von Novara und 1555 päpstlicher Legat auf dem Reichstag zu Augsburg.
1557 wurde er in der Engelsburg gefangengesetzt, weil er angeblich angesichts des Augsburger Religionsfriedens die Rechte der Kirche verraten hatte. Papst Paul IV. hielt Morone auch für einen Krypto-Lutheraner wegen der Verständigungsbereitschaft, die er beim Religionsgespräch von 1541 an den Tag gelegt hatte. Deshalb wurde ein umfangreicher Inquisitionsprozess gegen Morone angestrengt. Morone wurde bis zum Tod Pauls IV. im Jahre 1559 gefangen gehalten.
Pius IV. rehabilitierte Morone und ernannte ihn 1563 zum Präsidenten des Konzils von Trient; nachdem er den Widerstand Kaiser Ferdinands I. gegen dessen Beschlüsse beschwichtigt hatte, brachte er dieses zum Abschluss. Er wirkte noch 1576 für die katholische Kirche in Deutschland auf dem Regensburger Reichstag. Von 1570 bis zu seinem Tod war Morone Kardinalbischof von Ostia und Kardinaldekan. Bestattet wurde er im rechten Seitenschiff der Kirche Sta. Maria sopra Minerva in Rom, nicht weit von dem übergroßen Grabmonument Pauls IV. Carafa, die Grabplatte ist im Boden erhalten.